# Luis Ojeda
Luis Ojeda (født 21. marts 1990) er en argentinsk fodboldspiller.